# Amanda Renberg
Amanda Jenny Emilia Renberg, född 9 juni 1987 i Stockholm, är en svensk skådespelare.

## Karriär
Efter att ha gjort kortfilm, teater och musikal sedan förskoleåldern slog hon igenom som Sofie i filmen Hip hip hora! (2004). För den prestationen fick hon pris för "Bästa skådespelerska" på Nickelodeon Kids' Choice Awards. 2006 spelade hon huvudrollen tillsammans med Peter Haber i filmen Små mirakel och stora och 2013 syntes hon på vita duken med skräckfilmenVittra. Sedan 2005 har hon dubbat ett stort antal film- och tv-produktioner och bland teaterframträdanden märks bland annat Ensamheten är inte så vacker (som den ibland kan verka) mot Pontus Gårdinger.
Renberg har varit prisutdelare på Guldbaggegalan och Nickelodeon Kids Choice Awards. Hon har också medverkat i TV-programmet Rampfeber, Elixir och varit gäst hos bland andra Kristian Luuk i Sen kväll med Luuk, Studio Virtanen och Fråga Olle.
Renberg har tidigare även arbetat som fotomodell hos bland annat modellagenturerna Mikas Stockholm och Sapphires Model Management och synts i diverse reklamkampanjer.

## Filmografi (i urval)
- 2004 – Hip hip hora!
- 2005 – Jag bara undrar (kortfilm)
- 2005 – Barn av vår tid
- 2006 – Små mirakel och stora
- 2006 – High School Musical (röst som Sharpay Evans)
- 2007 – High School Musical 2: Sing It All or Nothing'! (röst som Sharpay Evans)
- 2007 – Zack & Codys ljuva hotelliv (röst som Maddie Fitzpatrik)
- 2008 – High School Musical 3: Sista året (röst som Sharpay Evans)
- 2008 – Star Wars: The Clone Wars (röst som Ahsoka)
- 2010 – Alice i Underlandet (röst som Alice Kingsleigh)
- 2010 – My Little Pony: Vänskap är magisk (TV-serie) (röst som Pinkie Pie, Sunset Shimmer och Scootaloo)
- 2012 – Vittra
- 2014 – Bergmans Grandchild (kortfilm)
- 2015 – Beck – Sjukhusmorden
- 2017 – My Little Pony: The Movie (röst som Pinkie Pie)
- 2018 – Kärlek & vilja
- 2019 – Ankdammen
- 2021 – Och våren kom igen (kortfilm)
- 2024 – Miséria (TV-serie)

### Webbkällor
- Amanda Renberg på Internet Movie Database (engelska)